# Justin TV İzle
Sporun coşkusunu doyasıya yaşamak isteyenlerin ilk tercihlerinden biri her zaman Justin TV olmuştur. Özellikle futbol tutkunları için Canlı Maç İzle hizmeti, günün en kritik karşılaşmalarını yüksek kaliteyle ekrana taşır. Dünyanın farklı liglerinden en heyecan verici maçlar, Justin TV sayesinde anında ulaşılabilir hale gelir.
Günümüzde futbol izleme alışkanlıkları büyük ölçüde değişmiştir. Geleneksel televizyon yayınları, kısıtlı seçenekler sunarken internet üzerinden yayın yapan Justin TV, taraftarlara özgürlük sağlar. İster Süper Lig’in nefes kesen maçlarını, ister Avrupa kupalarının heyecan dolu karşılaşmalarını izleyin; tek adresiniz Justin TV olabilir.
Canlı Maç İzle hizmeti, taraftarların beklentilerini fazlasıyla karşılayan bir deneyim sunar. Yüksek hız, HD kalite ve kesintisiz yayın anlayışı, Justin TV’nin öne çıkan özelliklerindendir. Böylece maçın gidişatını bozan donmalar, düşük çözünürlük gibi sorunlar ortadan kalkar. Taraftarlar, sevdikleri takımların mücadelesini en net görüntüyle izleme imkânı bulur.
Kullanıcı deneyimini ön planda tutan Justin TV, mobil uyumlu arayüzüyle de dikkat çeker. Artık maç keyfi sadece evde değil; yolda, işte veya tatilde de devam eder
1. ↑  « Google Search », sur www.google.com (consulté le 19 août 2025)
2. ↑  « Google Search », sur www.google.com (consulté le 19 août 2025)
3. ↑  « Google Search », sur www.google.com (consulté le 19 août 2025)
4. ↑  « Site Yapım Aşamasında », sur kimlit.org (consulté le 19 août 2025)